# Wieliczka
Wieliczka là một thị trấn thuộc huyện Wielicki, tỉnh Małopolskie ở nam Ba Lan. Thị trấn có diện tích 13 km². Đến ngày 1 tháng 1 năm 2011, dân số của thị trấn là 20075 người và mật độ 1497 người/km².